# Dieter Nusterer
Dieter Nusterer (* 12. November 1971 in St. Pölten) ist ein ehemaliger österreichischer Basketballspieler.

## Laufbahn
Nusterer entstammt der St. Pöltener Jugendarbeit. 1990 stieg der 2,13 Meter große Innenspieler mit der Herrenmannschaft von UKJ St. Pölten in die Bundesliga auf. 1993, 1995, 1996, 1998 und 1999 wurde er mit St. Pölten österreichischer Staatsmeister. Den Pokalbewerb gewann er in den Jahren 1994, 1996 und 1998. Er trat mit der Mannschaft darüber hinaus im Europapokal an. Unterbrochen wurde seine Bundesligazeit in der Saison 1996/97, als er für den Landesligisten UBBC Herzogenburg spielte. Angebote aus dem Ausland (darunter 1996 des deutschen Bundesliga-Aufsteigers Telekom Baskets Bonn) lehnte er im Laufe seiner Karriere ab. Im Jahr 2000 beendete Nusterer seine Bundesliga-Laufbahn.
2007 gehörte Nusterer zu den Gründern des UKJ-Nachfolgevereins UBC St. Pölten und war bis 2013 als Obmann des Vereins tätig.

### Nationalmannschaft
Nusterer war österreichischer Teamspieler und lief für die Mannschaft unter anderem in EM-Qualifikationsspielen auf.